# 日本男児 (ユニット)
日本男児（にっぽんだんじ）は2000年 - 2002年に活動した日本の男性アイドルグループ、ストリートパフォーマンスユニット。
路上パフォーマンスを中心に活動し、単独ライブを開催するようになる。「ダサカッコイイ少年達」というキャッチフレーズが用いられていた。メジャーレーベルからライブDVDを2枚発売したが、CDデビューに至る前に解散。

## メンバー
- RACCHI（らっち、1979年生、大分県出身） - 初代リーダー
- HANA（はな、1983年生、神奈川県出身）
- KEN（けん、1981年生、新潟県出身） - 2代目リーダー
- TARBO（たーぼー、1982年生 、神奈川県出身）
- KEITA（けいた、1983年生、沖縄県出身）
- PECO（ぺこ、1984年生、東京都出身）
- TAKUMA（たくま、1984年生、岩手県出身）
- MOTOKI（もとき、1983年生、東京出身）

## 来歴
2000年
- 3月 - 結成[1]。関東地区を中心に活動していたストリートパフォーマンスユニット「JAB」とその弟分「Jr日本男児」が合体し、「日本男児」となった。
- 12月25日 - インディーズからシングル「とびっきりの青春」をリリース、限定3000枚が即日完売となる[1]。関東各地での路上ライブのほか、関西にも活動の幅を拡げる[要出典]。

2001年
- 7月 - 文京シビックホールで単独コンサートを行う。
- 10月 - パイオニアLDCからDVDアルバム『ガンバレ!』をリリース。
- 12月25日 - Zepp Tokyoにて単独コンサートを行う。

2002年
- 2月 - ミュージカル『白いライオン』にKEITA（主演）、PECO、TAKUMA、RACCHIが出演。
- 3月 - RACCHIが脱退[要出典]。
- 5月 - DVD『とびっきりの青春』をリリース。これ以前にHANA、TARBOも脱退しており、ジャケット写真に写っていない。
- CDデビューが告知されていたが立ち消えになり、解散となる[要出典]。

## 解散後
- PECOは野口征吾として舞台等で活動、2004年に4人組ユニット「FLAME」に加入。その後会社を立ち上げる。http://wondervillage.jp/
- ミュージカル『白いライオン』で主演を務めたKEITAは与那嶺圭太として俳優に転身。
- リーダー・RACCHIは脱退後俳優やミュージシャンとしての活動を経て、芸能事務所ボックスコーポレーションで坂下千里子などの担当マネージャーとなっている[2]。その後移籍して俳優の磯村勇斗を担当。事業を立ち上げ、プロダクションのマネジメントや広告、ドラマのキャスティングなどを行っている。

## DVD
1. ガンバレ!（2001年10月24日、パイオニアLDC）
  - 収録曲：TOY SOLDIER／亜州人的特権／インクブルーの夜明け／DANCE×3／WE STAY HERE･･･／ガンバレ!
2. とびっきりの青春（2002年5月22日、トライエム）
  - 収録曲：EVERYBODY COME ON!／Jump／宇宙から降りてきたANGEL／Organize／DANJIはごきげん〜みんなのおかげさ!〜／とびっきりの青春

## おもな出演

### テレビ番組
- TokYo,Boy（2001年4月- 12月、TOKYO MX） - レギュラー

### オリジナルビデオ
- M：M7 Mission Miss Seven（2002年） - RACCHI、TARBO、KEN 出演

### 舞台
- 白いライオン（2002年2月、東京芸術劇場中ホール） - KEITA、PECO、TAKUMA、RACCHI 出演　小田島雄志賞受賞